# Reincarnated as a Sword
Reincarnated as a Sword (яп. 転生したら剣でした Тэнсэйситара кэн дэсита, «О моём перерождении в меч») — японская серия ранобэ, написанная Юу Танакой и проиллюстрированная Лло. Начала издаваться как веб-роман на сайте Shōsetsuka ni Narō в октябре 2015 года. Позже она была опубликована в виде серия ранобэ журналом Micro Magazine, который выпустил первый том в июле 2016 года. Сериал получил адаптацию в виде манги Томово Маруямы, опубликованную издательством Gentosha, а также спин-офф манги Хинако Иноуэ, опубликованной журналом Micro Magazine. Как ранобэ, так и манга были лицензированы для североамериканского выпуска компанией Seven Seas Entertainment. Адаптация аниме-телесериала занялась компания C2C и транслировалась с октября по декабрь 2022 года. Далее был анонсирован второй сезон.

## Сюжет
Парень был обычным японцем, но погиб в результате авто катастрофы и понял, что переродился в другом мире в образе меча, не помня имени и чем занимался, хотя он помнит все остальное из своей предыдущей жизни. Поняв свое безвыходное положение начинает жизнь в форме стального меча, он старается искать кого-то, кто стал бы его владельцем, сражаясь и набираясь сил. Он обнаруживает караван работорговцев, подвергшийся нападению двуглавого медведя. Рабыня по имени Фран из клана черных кошек обнаруживает меч и использует его, чтобы убить медведя. После меч помогает ей освободиться от рабства, она называет его «Учитель», и они вдвоем отправляются в приключение.

## Главные герои
Мастер (яп. 師匠 Сисё:)
В своей прошлой жизни был человеком. Проснувшись, обнаруживает, что переродился в разумный легендарный меч. Однако, будучи вынужденным оставаться на месте, он смиряется и отдыхает до тех пор, пока могучий воин не найдёт его и не овладеет им. В конце концов кошка-девочка из клана чёрных кошек случайно нашла его, убегая от монстра, и мастер помог ей обрести свободу. В результате оба решили держать путь вместе, и меч дал кошке имя (Фран) и контракт, который разделяет с ней его способности. Фран в ответ назвала меч Мастером.
В конце концов Мастер вызывает фамильяра и называет его Уруши, который в конечном итоге также становится фамильяром Фран.
Сэйю: Сатоси Хино (Drama CD), Синъитиро Мики (аниме)
Фран (яп. フラン Фуран)
Двенадцатилетняя кошка-девочка из клана чёрных кошек, родители которой были убиты, когда ей было восемь лет, после чего её продали работорговцам. Однажды на их караван напал двуглавый медведь, и, спасаясь от него, девочка нашла меч. Вместе они отправляются в путешествие, чтобы помочь Фран эволюционировать, чего до сих пор не удавалось ни одной чёрной кошке. Почти не выказывает эмоций. Благодаря силе Мастера чрезвычайно сильна.
Сэйю: Инори Минасэ (Drama CD), Аи Какума (аниме)
Аманда (яп. アマンダ)
Полуэльфийка, которая управляет сиротским приютом в Алессе. Очень восхищается способностями Фран. Авантюристка ранга А.
Сэйю: Ами Косимидзу
Климт (яп. クリムト Куримуто)
Лесной эльф, мастер гильдии авантюристов Алессы, имеет ранга А. Он с подозрением относится к способностям Фран, но позволяет ей вступить в гильдию и очень любит её.
Сэйю: Ватару Хатано
Донадронд (яп. ドナドロンド Донадорондо)
Воин Они, экзаменатор и авантюрист ранга С, состоящий в гильдии города Алессы. Вызывает авантюристов на дуэли, чтобы проверить их навыки. Он терпит поражение от Фран и позволяет ей сдать экзамен.
Сэйю: Тэцу Инада
Нелл (яп. ネル Нэру)
Секретарша в приемной Гильдии авантюристов города Алесса. Она быстро привязывается к Фран. Напрямую подчиняется Климту.
Сэйю: Руми Окубо
Галлус (яп. ガルス Гарусу)
Кузнец-оружейник с особым даром, имеет божественный ранг, также почётный кузнец королевства Кранзер. Продает разное оружие и доспехи высочайшего качества.
Сэйю: Симпати Цудзи
Круз Риузелль (яп. クルス・リューゼル Курусу Рю:дзэру, Cruise Riouselle)
Лидер группы «Лазурные стражи». Экзаменатор на задании по повышению ранга.
Сэйю: Ясуюки Касэ
Эйзелль (яп. アイゼール Айдзэ:ру, Eizelle)
Член группы «Лазурные стражи».
Сэйю: Макото Тамура

## Медиа

### Ранобэ
Юу Танака начал серию как веб-роман, размещённый на Shosetsuka ni Naro в октябре 2015 года. Журнал Micro приобрёл и опубликовал серию ранобэ под своим брендом GC Novels imprint с иллюстрациями Лло. По состоянию на сентябрь 2022 года было опубликовано четырнадцать томов. Ограниченное издание пятого тома было выпущено в комплекте с аудиопьесой, рассказывающей оригинальную историю. Seven Seas Entertainmant объявили о приобретении серии и начали выпускать с 6 августа 2019 года.
| №  | Оригинальное издание | Оригинальное издание   | На Английском                                                  | На Английском          |
| №  | Дата публикации      | ISBN                   | Дата публикации                                                | ISBN                   |
| -- | -------------------- | ---------------------- | -------------------------------------------------------------- | ---------------------- |
| 1  | 30 июля 2016 г.      | ISBN 978-4-89637-574-9 | 2 мая 2019 г. (цифровой) 6 августа 2019 г. (физический)        | ISBN 978-1-64275-141-3 |
| 2  | 26 декабря 2016 г.   | ISBN 978-4-89637-608-1 | 27 июня 2019 г. (цифровой) 24 сентября 2019 г. (физический)    | ISBN 978-1-64275-142-0 |
| 3  | 30 июня 2017 г.      | ISBN 978-4-89637-639-5 | 22 августа 2019 г. (цифровой) 19 ноября 2019 г. (физический)   | ISBN 978-1-64275-724-8 |
| 4  | 24 ноября 2017 г.    | ISBN 978-4-89637-670-8 | 12 декабря 2019 г. (цифровой) 25 февраля 2020 г. (физический)  | ISBN 978-1-64505-196-1 |
| 5  | 30 мая 2018 г.       | ISBN 978-4-89637-750-7 | 12 марта 2020 г. (цифровой) 16 июня 2020 г. (физический)       | ISBN 978-1-64505-463-4 |
| 6  | 30 октября 2018 г.   | ISBN 978-4-89637-826-9 | 11 июня 2020 г. (цифровой) 15 сентября 2020 г.                 | ISBN 978-1-64505-722-2 |
| 7  | 29 марта 2019 г.     | ISBN 978-4-89637-863-4 | 8 октября 2020 г. (цифровой) 5 января 2021 г. (физический)     | ISBN 978-1-64505-821-2 |
| 8  | 28 сентября 2019 г.  | ISBN 978-4-89637-924-2 | 8 апреля 2021 г. (цифровой) 25 мая 2021 г. (физический)        | ISBN 978-1-64827-203-5 |
| 9  | 30 марта 2020 г.     | ISBN 978-4-89637-990-7 | 23 сентября 2021 г. (цифровой) 12 октября 2021 г. (физический) | ISBN 978-1-64827-266-0 |
| 10 | 30 сентября 2020 г.  | ISBN 978-4-86716-057-2 | 3 февраля 2022 г. (цифровой) 17 мая 2022 г. (физический)       | ISBN 978-1-64827-468-8 |
| 11 | 31 марта 2021 г.     | ISBN 978-4-86716-124-1 | 27 декабря 2022 г. (физический)                                | ISBN 978-1-63858-252-6 |
| 12 | 24 сентября 2021 г.  | ISBN 978-4-86716-189-0 | 16 мая 2023 г. (физический)                                    | ISBN 978-1-63858-649-4 |
| 13 | 30 марта 2022 г.     | ISBN 978-4-86716-269-9 | —                                                              |                        |
| 14 | 30 сентября 2022 г.  | ISBN 978-4-86716-340-5 | —                                                              |                        |

### Манга
Манга, адаптированная Томово Маруямавой, публиковалась в журнале Gentosha Denshi Birz с 9 декабря 2016 года по 15 января 2018 года. После того, как журнал закрылся, манга продолжила публикацию на Comic Boost. Серия состоит из двенадцати Танкобонов, первый из которых выпущен в апреле 2017 года. Seven Seas Entertainment также лицензировала мангу для выпуска в Северной Америке, при этом первый том был выпущен 17 декабря 2019 года. Дополнительная серия манги, Another Wish, написанная Танакой и проиллюстрированная Хинако Иноуэ, начала публиковаться на веб-сайте Comic Ride журнала Micro Magazine 1 июня 2020 года. Спин-офф также лицензирован Seven Seas Entertainment.
| №  | Оригинальное издание | Оригинальное издание   | На английском       | На английском          |
| №  | Дата публикации      | ISBN                   | Дата публикации     | ISBN                   |
| -- | -------------------- | ---------------------- | ------------------- | ---------------------- |
| 1  | 24 апреля 2017 г.    | ISBN 978-4-344-83975-5 | 17 декабря 2019 г.  | ISBN 978-1-64275-755-2 |
| 2  | 24 ноября 2017 г.    | ISBN 978-4-344-84097-3 | 18 февраля 2020 г.  | ISBN 978-1-64505-207-4 |
| 3  | 24 марта 2018 г.     | ISBN 978-4-344-84178-9 | 9 июня 2020 г.      | ISBN 978-1-64505-479-5 |
| 4  | 21 сентября 2018 г.  | ISBN 978-4-344-84303-5 | 20 октября 2020 г.  | ISBN 978-1-64505-767-3 |
| 5  | 22 марта 2019 г.     | ISBN 978-4-344-84417-9 | 13 апреля 2021 г.   | ISBN 978-1-64505-970-7 |
| 6  | 24 сентября 2019 г.  | ISBN 978-4-344-84507-7 | 1 июня 2021 г.      | ISBN 978-1-64827-236-3 |
| 7  | 24 марта 2020 г.     | ISBN 978-4-344-84623-4 | 14 сентября 2021 г. | ISBN 978-1-64827-313-1 |
| 8  | 24 сентября 2020 г.  | ISBN 978-4-344-84706-4 | 11 января 2022 г.   | ISBN 978-1-64827-481-7 |
| 9  | 24 марта 2021 г.     | ISBN 978-4-344-84823-8 | 25 октября 2022 г.  | ISBN 978-1-63858-359-2 |
| 10 | 24 сентября 2021 г.  | ISBN 978-4-344-84893-1 | 25 апреля 2023 г.   | ISBN 978-1-63858-753-8 |
| 11 | 30 марта 2022 г.     | ISBN 978-4-344-85007-1 | —                   |                        |
| 12 | 24 сентября 2022 г.  | ISBN 978-4-344-85107-8 | —                   |                        |

### Another Wish
| № | Оригинальное издание | Оригинальное издание   | На английском      | На английском          |
| № | Дата публикации      | ISBN                   | Дата публикации    | ISBN                   |
| - | -------------------- | ---------------------- | ------------------ | ---------------------- |
| 1 | 30 сентября 2020 г.  | ISBN 978-4-86716-060-2 | 18 января 2022 г.  | ISBN 978-1-64827-678-1 |
| 2 | 27 марта 2021 г.     | ISBN 978-4-86716-120-3 | 22 марта 2022 г.   | ISBN 978-1-63858-168-0 |
| 3 | 24 сентября 2021 г.  | ISBN 978-4-86716-187-6 | 14 февраля 2023 г. | ISBN 978-1-63858-613-5 |
| 4 | 31 марта 2022 г.     | ISBN 978-4-86716-266-8 | 16 мая 2023 г.     | ISBN 978-1-68579-458-3 |
| 5 | 29 сентября 2022 г.  | ISBN 978-4-86716-337-5 | —                  |                        |

### Аниме
В сентябре 2021 года было объявлено об съёмках аниме по двенадцати томам ранобэ. Сериал создан C2C под руководством Синдзи Исихиры. Такахиро Нагано писал сюжет и контролировал адаптацию, Ацуки Сайто разрабатывает персонажей и выступает в качестве главного режиссёра, а Ясухару Таканаси сочинял музыку опенинга и эндинга для аниме. Оно транслировалось с 5 октября по 21 декабря 2022 года на каналах Tokyo MX, ABC и BS Asahi. На Anime Expo 2022 Sentai Filmworks объявила, что лицензировала сериал за пределами Азии. 28 октября 2022 г. компания объявила о дублировании сериала на английский язык.
После выхода в эфир финальной серии было объявлено о съёмках второго сезона
| № общий | № в сезоне | Название | Режиссёр          | Автор сценария  | Раскадровщик   | Дата премьеры      |
| --- | ---------- | --- | ----------------- | --------------- | -------------- | ------------------ |
| 1 | 1          | «Встреча кошкодевочки и меча» транслит..: «Мофумими га дэатта но ва кэн дэсита» (ориг..: モフ耳が出会ったのは剣でした)                                 | Кадзунобу Симидзу | Такахиро Нагано | Синдзи Исихира | 5 октября 2022 г.  |
| Главный герой погибает в результате автокатастрофы и перерождается в другом мире в виде разумного меча. Так как он умеет использовать телекинез, он летает и изучать навыки, и убивает монстров. Он решает стать самым могущественным мечом в мире, ожидая своего предназначенного владельца. В караване работорговцев черная кошка по имени Фран находится как рабыня, но мечтает эволюционировать. Однажды, после приобретения многочисленных навыков и великих способностей воина, Меч летая по лесу, где прикоснувшись к земле истощает свою ману до нуля. Неспособный летать, он месяцами находится в ловушке. Люди, к которым принадлежит Фран, подвергаются нападению двуглавому-медведя. Видя, как убивают ее товарищей-рабов, она отчаянно хочет помочь и замечает поблизости Меч. Прикоснувшись к рукоятке, он может общаться с ней с помощью телепатии и снова летать. Он делится с ней всеми своими навыками, превращая ее в непобедимого воина, который владеет им, чтобы легко убить монстра. Работорговец требует, чтобы Фран отдала ему меч, и начинает избивать её. Разгневанный Меч убивает его и разрывает рабский контракт Фран, освобождая её. Он просит Фран стать его владелицей, и она соглашается, поскольку ее цель - эволюционировать, чего раньше не удавалось ни одной Черной кошке. Видя в нем своего учителя, Фран называет его Мастером. Мастер решает посвятить свою новую жизнь обеспечению безопасности Фран.                                        |            | |                   |                 |                |                    |
| 2 | 2          | «Жуткий экзаменатор и Гильдии приключенцев» транслит..: «Бо:кэнся гирудо ни иттара они сикэнкан дэсита» (ориг..: 冒険者ギルドに行ったら鬼試験官でした) | Аяка Цудзихаси    | Такахиро Нагано | Синдзи Исихира | 12 октября 2022 г. |
| Фран спасает авантюриста по имени Рэнделл из засады гоблинов. Мастер держит свое сознание в секрете и разговаривает с Фран только с помощью телепатии. В городе Алесса в гильдии авантюристов администраторшу Нелл, сообщает Фран, что она должна пройти экзамен сражения, а экзаменатором является Донадронд, могущественный Они. Фран и Мастер объединяют свои навыки владения мечом с магией, что, по мнению Нелл, было бы невозможно, если бы у Фран не было навыка Второе мышление. Донадронд признает поражение. Мастер гильдии Климт принимает Фран как мага Меча. Фран продает часть своей добычи получив много денег, вызывая зависть у ближайших наемников. Полагая, что Черная кошка может быть только воровкой и лгуньей, они затевают с ней драку, но Нелл, которая решила, что Фран ей нравится, защищает ее. И не в силах выносить, как они оскорбляют вид Черных кошек, Фран отрубает ноги главному зачинщику, одновременно избивая остальных. Они настаивают на аресте Фран, но Нелл и авантюристы гильдии соглашаются, что это была самооборона, и штрафуют нападавших на 100 000 золотых, а Нелл отказываясь лечить их, пока они не заплатит. Мастер решает, что им нужна комната для проживания и доспехи для Фран. Между тем, Галлус, обладающий навыком оценки высшего уровня божественное видение, полностью осознает, что Мастер- это живой, разумный меч. |            | |                   |                 |                |                    |
| 3 | 3          | «Кузнец-чародей и подозрительный торговец» транслит..: «Махо: кадзиси ва кусэмоно дэсита» (ориг..: 魔法鍛冶師は曲者でした)                             | Хиро Оки          | Такахиро Нагано | Хиро Оки       | 19 октября 2022 г. |
| Гаррус приглашает Фран в свою лавку, объясняя, что он знаменитый Странствующий кузнец Кранцелла. Другие искатели приключений завидуют, поскольку Гаррус, как известно, очень разборчив в том, кому он продает свое снаряжение. После продажи Фран зачарованных доспехов Гаррус спрашивает об Мастере. Но он беспокоится, что он не так силен, как другие мечи, но Гаррус показывает, что то, что делает Мастера самым могущественным, - это его сверхвысокая проводимость маны; чем больше магии Фран вкладывает в него, тем сильнее он становится. Гаррус признает, что он недостаточно искусен, чтобы выковать меч, подобный Мастеру, поэтому его мог выковать только Божественный Кузнец. Фран платит Гаррусу за изготовление ножен для Мастера и другого снаряжения для неё. В свободное временя Фран и Мастер приобретают больше одежды, еды. В месте где выжили гоблины, напавшие на Рэнделла из засады, используют магию, чтобы эволюционировать в хобгоблинов. В своем первом задании по сбору трав Фран спасает трех искателей приключений, Лили, Кралла и Юстаса, убив хобгоблинов. Искатели приключений беспокоятся, что присутствие хобгоблинов означает, что король гоблинов недавно появился в подземелье, и если он найдет королеву гоблинов, их потомство сформирует армию хобгоблинов, которая может даже угрожать городу Алесса. Фран решает уничтожить их гнездо в одиночку, но Мастер беспокоится, поскольку Фран безрассудно атакует, игнорируя полученные травмы. |            | |                   |                 |                |                    |
| 4 | 4          | «Чрезвычайная ситуацияǃ Нашествие гоблинов» транслит..: «Гобурин сутампи:до ва оогото дэсита» (ориг..: ゴブリンスタンピードはオオゴトでした)           | Аюму Увано        | Такахиро Нагано | Аюму Увано     | 26 октября 2022 г. |
| Фрэн убивает всех гоблинов, говоря, что она должна стать сильнее. Приключенцы возвращаются с подкреплением, и они обнаруживают, что гоблины вышли из подземелья. Климт организует вечеринку в честь победы фран подземелье на следующий день и Фран получает повышение. Гаррус чинит ее броню и говорит, что Хозяева подземелий наделены силой Богини Хаоса. Фран берет Мастера с собой в баню, к его большому удивлению, но Нелл делает ей выговор за то, что она взяла с собой оружие. Нелл объясняет, что Богиня Хаоса бросает вызов миру, подобно Мастерам подземелий, чтобы предотвратить застой. Бог войны был злым и убит другими богами, но не раньше, чем он создал гоблинов и других монстров. Нелл жалуется, что Август, капитан стражи, отказывается посылать рыцарей им на помощь и хочет, чтобы Аманда, туз гильдии, вернулась из своего путешествия. На следующий день Гаррус отдает Мастеру свои готовые ножны, и Фрэн присоединяется к группе, возглавляемой Донадрондом. Гоблины устраивают им засаду у входа в подземелье и всех убивают. Фран убивает гоблинов и входит в подземелье. Внутри Король злорадствует, что с Демоном, которого он только что призвал, Империя гоблинов станет непобедимой. |            | |                   |                 |                |                    |
| 5 | 5          | «Идеальный дебют» транслит..: «Danjon Debyū wa Musō Deshita» (ориг..: Дандзён дэбю: ва мусо: дэсита)                                                   | Юри Кодзуката     | Такахиро Нагано | Синдзи Исихира | 2 ноября 2022 г.   |
| Фрэн и Учитель решают убивать и поглощать кристаллы только у гоблинов с полезными навыками, а остальное оставить остальным. Они находят короля и королеву гоблинов, но, к их удивлению, убивают их одной атакой. Они понимают, что подземелье уходит все глубже, и пробиваются сквозь рой гигантских жуков. Они входят в потайную дверь и находят Хозяина подземелья, умного гоблина, которому удалось вызвать высокоуровневого великого демона. Хозяин подземелья хвастается, что захватит мир вместе со своим слугой, но демон предупреждает своего призывателя не отдавать ему приказов и нападает на Фрэн. Он намного сильнее любого врага, с которым они с Учителем сталкивались раньше, и отрезает руки Фрэн, но Учитель быстро исцеляет ее. Тем временем остальные участники вечеринки не могут пройти мимо двери, чтобы помочь ей. Учитель просит Фрэн отступить, но она отказывается и продолжает сражаться с демоном. Демон признает, что навыки владения мечом Фрэн превосходят его, а затем использует свою особую способность Забирать навыки, чтобы украсть ее навыки владения мечом, хвастаясь, что она обречена. |            | |                   |                 |                |                    |
| 6 | 6          | «Великий демон оказался читером» транслит..: «Гурэ:та: дэ:мон ва ти:то дэсита» (ориг..: 上級悪魔はチートでした)                                        | Хироки Икэсита    | Такахиро Нагано | Синдзи Исихира | 9 ноября 2022 г.   |
| Навык взятия не работает, потому что навыки владения мечом Фран позаимствованы у Мастера. Король подземелья пытается помочь демону, но тот отказывается от его помощи. Мастер помнит, что подземелье не может выжить без Короля подземелья, и говорит Фран направлять свои атаки на него, заставляя демона защищать его. Фран швыряет Мастра в Хозяина подземелья, но когда демон пытается поймать его, он неожиданно меняет направление и вместо этого пронзает демона, убивая его. Клинок Мастра ломается в процессе, Фран думает, что он мертв, прежде чем он обнаруживает, что может восстановить себя благодаря поглощению кристалла демона. Они убивают Хозяина подземелья, заставляя подземелье исчезнуть. Донадронд ругает ее за то, что она ушла одна и не дождалась их. Учитель успокаивает ее, обещая приготовить ей карри, и рассказывает, что он получил Навык взятия и использует свои новые уровни опыта, чтобы увеличить навык взятия и его навыки владения мечом. Климт спрашивает Фран, что случилось с кристаллом демона, поскольку это очень ценный . Фран скрывает тот факт, что Мастер ее поглотил его, и говорит, что он просто исчез. Климт верит ей, но Августа врывается к Климту в кабинет и оскорбительно называет ее лгуньей. |            | |                   |                 |                |                    |
| 7 | 7          | «Отвратительный Вице-капитан рыцарей» транслит..: «Кисидан фукудантё: ва яна яцу дэсита» (ориг..: 騎士団副団長はヤな奴でした)                          | Кэнтаро Мидзуно   | Такахиро Нагано | Синдзи Исихира | 16 ноября 2022 г.  |
| Август, вице-капитан рыцарей Алессы, использует свой навык «Ложь», чтобы распознать ложь Фран. Мастер оценивает Августа и обнаруживает, что он злоупотребляет своими способностями, чтобы ложно обвинять простолюдинов и очаровывать своих. Августа требует всю добычу подземелья в качестве штрафа за то, что Фран солгала дворянину, но Климт отказывается, так как добыча принадлежит авантюристам. Мастер использует навык взятия, чтобы тайно украсть у Августа навыки лжи и этикета, оставляя его ни с чем, кторме как лгуном. Фран повышают до ранга D и она становится популярной среди своих товарищей по гильдии. Фран обнаруживает, что назык этикет сделал ее более очаровательной. Мастер мечтает о своей реинкарнации, в которую вошли три красивые женщины. Мастер готовит Фран что карри, которое он обещал, и другие блюда, которые хранятся в его пространственном хранилище, чтобы Фран могла есть в будущем их. Фран слышит слух, что Август опозорился перед членами королевской семьи, разозлив своего отца графа Холмса. Августа появляется Фран, лысеющий и такой грязный, что Фран принимает его за зомби. Он обвиняет Фран в том, что она прокляла его, разрушала его жизнь, и нанял убийцу, чтобы убить ее. Убийца предстает как Синий кот, давний враг Черных кошек, таких как Фран. В другом месте к Алессе подходит женщина с заостренными ушами. |            | |                   |                 |                |                    |
| 8 | 8          | «Синие коты - враги» транслит..: «Аэнэко дзоку ва кю:тэки дэсита» (ориг..: 青猫族は仇敵でした)                                                         | Хиро Оки          | Такахиро Нагано | Хиро Оки       | 23 ноября 2022 г.  |
| Фран рассказывает, что именно Синие кошки постоянно убивали Черных кошек и подвергали их нападению и на протяжении веков. Синий кот, Гьюран, радостно описывает пытки и убийства черных кошек. Фран боится, пока Мастер не напоминает ей, что она не одна. Фран отсекает конечности Гьюрана и забирает его меч, клянясь, что однажды Черные кошки больше не будут бояться Синих кошек, затем отсекает ему голову. Она тоже подумывает об убийстве Августа, но ее останавливает Климт, который заключил сделку с отцом Августа; в обмен на большой гонорар гильдии Августа будет помещен под домашний арест навсегда. Эльфийская женщина, авантюристка ранга, Аманда, появляется и мгновенно влюбляется в Фран, объявив себя новой матерью Фран, которую Фран отвергает. Аманда начинает повсюду следовать за Фран, пока та не жалуется Нелл, которая рассказывает, что Аманда на самом деле управляет сиротским приютом, заслужив титул Опекуна детей, несмотря на то, что кажется жуткой преследовательницей. Климт предлагает Фран 5 кристаллов монстра высокого уровня, если она присоединится к искателям приключений, исследующим гнездо паука-монстра в уже побежденном подземелье. Фран соглашается, а также получит разрешение исследовать другое действующее подземелье недалеко от деревни Ульмут. Мастер поглощает кристаллы, чтобы снова повысить уровень, но Фран впадает в уныние, когда Аманда настаивает на том, чтобы тоже присоединиться к квесту.                    |            | |                   |                 |                |                    |
| 9 | 9          | «Авантюристка ранга А - просто монстрǃ» транслит..: «Ранку Э: бо:кэнся ва бакэмоно дэсита» (ориг..: ランクA冒険者はバケモノでした)                     | Такэси Нисино     | Такахиро Нагано | Такэси Нисино  | 30 ноября 2022 г.  |
| Фран узнает, что победа над пауками также является экзаменом на повышение для двух команд E-ранга, Dragons Roar и Forest Eyes, за которыми наблюдают экзаменаторы Круз, Риг и Айзель. Крад, лидер «Рёва драконов». Фран обвиняют в том, что она любимица Климтом, и тот несправедливо повышает ее , и ее вызывают ее на дуэль, чтобы она доказала, что она заслужила свое повышение, поэтому она использует лезвие плашмя, чтобы избить его. Заинтригованная, Аманда тоже просит дуэли, заключая пари, что Фран должна позвонить своей маме, если проиграет. После короткой трудной схватки Фран терпит поражение, но не раньше, чем ей удается нанести один удар по Аманде. Аманда невредима благодаря одному из своих защитных навыков, но впечатлена тем, что Фран - первая за многие годы, которая была близка к тому, чтобы нанести ей удар. Мастер гордится успехами Фран. Потеряв сознание, Фран видит сны о своей матери. Проснувшись, она соглашается называть Аманду мамой, но Аманда останавливает ее, так как ее очевидно, что мать Фран занимает особое место в ее сердце, но она клянется всегда поддерживать Фран. Используя ложь, Мастер обнаруживает, что каждое обещание Аманды о материнской привязанности является искренним, и она действительно заслужила свой титул Опекуна детей. Крад понимает, что Фран действительно так сильна, как все утверждают. На следующее утро все готовятся войти в подземелье.                                                     |            | |                   |                 |                |                    |
| 10 | 10         | «Западня пауков ловушечников» транслит..: «Кумо но тораппу ва хансоку дэсита» (ориг..: 蜘蛛のトラップは反則でした)                                     | Аюму Увано        | Такахиро Нагано | Синдзи Исихира | 7 декабря 2022 г.  |
| Зловещий персонаж приближается к подземелью, в то время как группа входит в него. Аманда рассказывает, что в прошлом она потеряла в этом подземелье нескольких товарищей, что заставило ее заботиться об их детях-сиротах. Они сражаются с минами-ловушками, гигантскими насекомыми и пауками-ловушечниками, собирая их ценную паутину. Аманда дает Фран уроки боя и магии, отмечая при этом, насколько необычно, что Фран может использовать три стихии. Вскоре, Фран и Мастер овладевают магией Грома. Фран благодарит Аманду, делясь карри, о котором никто не слышал, но которое она находит очень вкусным. В глубине подземелья пауки-ловушечники превратились в пауков-хитрецов с более смертоносным ядом, большей силой и скоростью. Группа отступает, но двое друзей Крада, Барт и Виктор, натыкаются на Фран, и они наступают на круг телепорта. Они телепортируются прочь без своего оружия, включая Мастера, и приземляются перед конечной эволюционировавшей формой Паука-Трикстера. Когда Аманда забирает Мастера, и они ищут их, Мастер не может связаться с Фран с помощью телепатии, в то время как Фран паникует и спрашивает, что она может делать без Мастера. |            | |                   |                 |                |                    |
| 11 | 11         | «Призыв демонического волка» транслит..: «Сё:канситара маро: дэсита» (ориг..: 召喚したら魔狼でした)                                                    | Сигэру Уэда       | Такахиро Нагано | Синдзи Исихира | 14 декабря 2022 г. |
| Паук-Трикстер, у которого верхняя часть тела женщины, играет с Фран, Бартом и Виктором, устанавливая под ними мины-ловушки. Группа разделяется, чтобы найти их, в то время как Аманда идет одна. Имея мало вариантов, Мастер все рассказывает, что он может говорить и перемещаться, Аманде, и вызывает Ониксового Волка в качестве фамильяра, чтобы попытаться найти Фран. Волк впадает в неистовство из-за переизбытка маны, и Аманда говорит, что Фамильярам нужно давать имена и из-за переизбытка маны ему больно. Мастер называет его Уруши, и он успокаивается, превращается в гораздо более крупного Они Волка и следует по запаху Фран. Фран, Барт и Виктор выведены из строя ядовитой паутиной, и Паучиха-Трикстер посылает своих паучат, чтобы пожрать их. Фран снова воображает себя беспомощной рабыней, но видение Мастера вдохновляет ее встать и дать отпор голыми руками. Мастер, Уруши и Аманда прибывают и уничтожают Паука-Трикстер, который отступает, а затем исцеляют Фран. Фран счастлива познакомиться с Уруши, и они делятся секретами учителя с Амандой, которая поражена. Они исцеляют Барта и Виктора, которые потеряли сознание и не знают об Мастере, и идут к месту встречи, но там больше никого нет. Паук-Трикстер залечивает свои раны и кричит, что они услышали, затем они видят, как во вспышке света появляется большая белая птица. |            | |                   |                 |                |                    |
| 12 | 12         | «Новое приключение Фран» транслит..: «Табидацу Фуран ва вакуваку дэсита» (ориг..: 旅立つフランはワクワクでした)                                        | Кадзунобу Симидзу | Такахиро Нагано | Синдзи Исихира | 21 декабря 2022 г. |
| Птицей была Таруа, фамильяр члена группы, который ведет их к остальным, попавшим в ловушку Паука-Трикстера и ее детей. Когда они спасают их, Фран берет на себя Паука-Трикстер. Аманда помнит, как она усыновила Черных котят по имени Кинан и Фламия, но отказалась учить их драться, потому что не хотела, чтобы они пострадали, что привело к неприятным последствиям, когда они все равно попытались стать искателями приключений и были убиты. Преисполненная решимости не дать Фран умереть, она уничтожает Паука-Трикстера, но злит Фран, уничтожая и его кристалл. После зачистки подземелья Климт дает Фран разрешение отправиться в Ульмут, и она получает повышение. Гаррус дает Фран новую броню; Мастер возмущен тем, что броня новая обнажает ее животик, но он показывает, что она защищает ее силовым полем. Гаррус говорит, что он тоже собирается в Ульмут в скором времени, но другим маршрутом. Когда гильдия прощается с Фран, она, наконец, называет Аманду мамой, заставляя ее понять, что Фран - дочь Кинана и Фламии. Климт обсуждает со своим племянником, владельцем Таруа, как отец Августа нанял кого-то, чтобы дать паукам эволюционные зелья. Таруа считает, что Фран обладает хорошим характером и не является шпионкой, несмотря на ее необычную силу. Фран путешествует по небу на Мастере, как ее и с Мастером спивает с неба они столкнулись лицом к лицу с некромантом Жаном дю Виксом                                                             |            | |                   |                 |                |                    |

## Прочее
Терон Мартин из Anime News Network в своем обзоре первого тома ранобэ похвалил взаимодействие между двумя главными героями и сказал: «Помимо боевых сцен, писательские способности Танаки выше среднего. Диалоги и развитие персонажей протекают спокойно, а построение взаимодействия между миром с персонажами, несколько ограниченно, соответствует точке зрения центральных персонажей». Однако он раскритиковал рассказ за отсутствие оригинальности, отметив его сходство с «Да, я паук, и что с того?», «О моём перерождении в слизь» и «Я переродился торговым автоматом и скитаюсь по лабиринту».

## Другая литература
1. ↑  転生したら剣でした 5 ドラマCD付限定版 (яп.). Micro Magazine. Дата обращения: 28 августа 2019. Архивировано из оригинала 31 октября 2020 года.
2. ↑  転生したら剣でした 1 (яп.). Micro Magazine. Дата обращения: 28 августа 2019. Архивировано 31 марта 2022 года.
3. ↑  Reincarnated as a Sword (Light Novel) Vol. 1. Seven Seas Entertainment. Дата обращения: 7 сентября 2021. Архивировано 22 декабря 2022 года.
4. ↑  転生したら剣でした 2 (яп.). Micro Magazine. Дата обращения: 28 августа 2019. Архивировано 31 марта 2022 года.
5. ↑  Reincarnated as a Sword (Light Novel) Vol. 2. Seven Seas Entertainment. Дата обращения: 7 сентября 2021. Архивировано 22 декабря 2022 года.
6. ↑  転生したら剣でした 3 (яп.). Micro Magazine. Дата обращения: 28 августа 2019. Архивировано 12 марта 2022 года.
7. ↑  Reincarnated as a Sword (Light Novel) Vol. 3. Seven Seas Entertainment. Дата обращения: 7 сентября 2021. Архивировано 22 декабря 2022 года.
8. ↑  転生したら剣でした 4 (яп.). Micro Magazine. Дата обращения: 28 августа 2019. Архивировано 31 марта 2022 года.
9. ↑  Reincarnated as a Sword (Light Novel) Vol. 4. Seven Seas Entertainment. Дата обращения: 7 сентября 2021. Архивировано 22 декабря 2022 года.
10. ↑  転生したら剣でした 5 (яп.). Micro Magazine. Дата обращения: 28 августа 2019. Архивировано 31 марта 2022 года.
11. ↑  転生したら剣でした 5 ドラマCD付限定版 (яп.). Micro Magazine. Дата обращения: 28 августа 2019. Архивировано из оригинала 7 августа 2020 года.
12. ↑  Reincarnated as a Sword (Light Novel) Vol. 5. Seven Seas Entertainment. Дата обращения: 7 сентября 2021. Архивировано 22 декабря 2022 года.
13. ↑  転生したら剣でした 6 (яп.). Micro Magazine. Дата обращения: 28 августа 2019. Архивировано 31 марта 2022 года.
14. ↑  Reincarnated as a Sword (Light Novel) Vol. 6. Seven Seas Entertainment. Дата обращения: 7 сентября 2021. Архивировано 22 декабря 2022 года.
15. ↑  転生したら剣でした 7 (яп.). Micro Magazine. Дата обращения: 28 августа 2019. Архивировано 25 ноября 2021 года.
16. ↑  Reincarnated as a Sword (Light Novel) Vol. 7. Seven Seas Entertainment. Дата обращения: 7 сентября 2021. Архивировано 22 декабря 2022 года.
17. ↑  転生したら剣でした 8 (яп.). Micro Magazine. Дата обращения: 28 августа 2019. Архивировано 25 ноября 2021 года.
18. ↑  Reincarnated as a Sword (Light Novel) Vol. 8. Seven Seas Entertainment. Дата обращения: 7 сентября 2021. Архивировано 22 декабря 2022 года.
19. ↑  転生したら剣でした 9 (яп.). Micro Magazine. Дата обращения: 1 июня 2020. Архивировано 6 февраля 2021 года.
20. ↑  Reincarnated as a Sword (Light Novel) Vol. 9. Seven Seas Entertainment. Дата обращения: 7 сентября 2021. Архивировано 22 декабря 2022 года.
21. ↑  転生したら剣でした 10 (яп.). Micro Magazine. Дата обращения: 23 ноября 2020. Архивировано 4 февраля 2021 года.
22. ↑  Reincarnated as a Sword (Light Novel) Vol. 10. Seven Seas Entertainment. Дата обращения: 22 декабря 2021. Архивировано 22 декабря 2022 года.
23. ↑  転生したら剣でした 11 (яп.). Micro Magazine. Дата обращения: 6 июля 2021. Архивировано 11 апреля 2021 года.
24. ↑  Reincarnated as a Sword (Light Novel) Vol. 11. Seven Seas Entertainment. Дата обращения: 22 августа 2022. Архивировано 22 декабря 2022 года.
25. ↑  転生したら剣でした 12 (яп.). Micro Magazine. Дата обращения: 7 сентября 2021. Архивировано 25 ноября 2021 года.
26. ↑  Reincarnated as a Sword (Light Novel) Vol. 12. Seven Seas Entertainment. Дата обращения: 2 октября 2022. Архивировано 6 февраля 2023 года.
27. ↑  転生したら剣でした 13 (яп.). Micro Magazine. Дата обращения: 1 февраля 2022. Архивировано 21 января 2022 года.
28. ↑  転生したら剣でした 14 (яп.). Micro Magazine. Дата обращения: 5 октября 2022. Архивировано 15 июля 2022 года.
29. ↑  Seven Seas Licenses Dungeon Builder, Our Dining Room, Reincarnated as a Sword Manga. Anime News Network (23 мая 2019). Дата обращения: 28 августа 2019. Архивировано 22 декабря 2022 года.
30. ↑  Sherman, Jennifer. Reincarnated as a Sword Novels Get Spinoff Manga. Anime News Network (1 июня 2020). Дата обращения: 21 мая 2021. Архивировано 22 декабря 2022 года.
31. ↑  Seven Seas Wields a Hit Spin-Off with License of REINCARNATED AS A SWORD: ANOTHER WISH Manga Series. Seven Seas Entertainment (21 мая 2021). Дата обращения: 21 мая 2021. Архивировано 22 декабря 2022 года.
32. ↑  転生したら剣でした (1) :  [яп.]. Архивная копия от 17 июня 2022 на Wayback Machine
33. ↑  Reincarnated as a Sword (Manga) Vol. 1. Seven Seas Entertainment. Дата обращения: 7 сентября 2021. Архивировано 22 декабря 2022 года.
34. ↑  転生したら剣でした (2) :  [яп.]. Архивная копия от 29 марта 2022 на Wayback Machine
35. ↑  Reincarnated as a Sword (Manga) Vol. 2. Seven Seas Entertainment. Дата обращения: 7 сентября 2021. Архивировано 22 декабря 2022 года.
36. ↑  転生したら剣でした (3) :  [яп.]. Архивная копия от 29 марта 2022 на Wayback Machine
37. ↑  Reincarnated as a Sword (Manga) Vol. 3. Seven Seas Entertainment. Дата обращения: 7 сентября 2021. Архивировано 22 декабря 2022 года.
38. ↑  転生したら剣でした (4) (яп.). Gentosha Comics. Дата обращения: 28 августа 2019. Архивировано 9 апреля 2022 года.
39. ↑  Reincarnated as a Sword (Manga) Vol. 4. Seven Seas Entertainment. Дата обращения: 7 сентября 2021. Архивировано 22 декабря 2022 года.
40. ↑  転生したら剣でした (5) (яп.). Gentosha Comics. Дата обращения: 28 августа 2019. Архивировано 15 апреля 2022 года.
41. ↑  Reincarnated as a Sword (Manga) Vol. 5. Seven Seas Entertainment. Дата обращения: 7 сентября 2021. Архивировано 22 декабря 2022 года.
42. ↑  転生したら剣でした (6) :  [яп.]. Архивная копия от 14 мая 2022 на Wayback Machine
43. ↑  転生したら剣でした (6) 小冊子つき特装版 :  [яп.]. Архивная копия от 14 сентября 2021 на Wayback Machine
44. ↑  Reincarnated as a Sword (Manga) Vol. 6. Seven Seas Entertainment. Дата обращения: 7 сентября 2021. Архивировано 22 декабря 2022 года.
45. ↑  転生したら剣でした (7) :  [яп.]. Архивная копия от 14 сентября 2021 на Wayback Machine
46. ↑  Reincarnated as a Sword (Manga) Vol. 7. Seven Seas Entertainment. Дата обращения: 14 сентября 2021. Архивировано 22 декабря 2022 года.
47. ↑  転生したら剣でした (8) :  [яп.]. Архивная копия от 29 марта 2022 на Wayback Machine
48. ↑  Reincarnated as a Sword (Manga) Vol. 8. Seven Seas Entertainment. Дата обращения: 14 сентября 2021. Архивировано 22 декабря 2022 года.
49. ↑  転生したら剣でした (9) :  [яп.]. Архивная копия от 14 сентября 2021 на Wayback Machine
50. ↑  Reincarnated as a Sword (Manga) Vol. 9. Seven Seas Entertainment. Дата обращения: 15 декабря 2021. Архивировано 22 декабря 2022 года.
51. ↑  転生したら剣でした (10) :  [яп.]. Архивная копия от 14 сентября 2021 на Wayback Machine
52. ↑  転生したら剣でした (10) アクリルフィギュア付限定版 :  [яп.]. Архивная копия от 14 сентября 2021 на Wayback Machine
53. ↑  Reincarnated as a Sword (Manga) Vol. 10. Seven Seas Entertainment. Дата обращения: 2 октября 2022. Архивировано 6 февраля 2023 года.
54. ↑  転生したら剣でした (11) :  [яп.]. Архивная копия от 9 октября 2022 на Wayback Machine
55. ↑  転生したら剣でした (11) アクリルフィギュア付限定版 :  [яп.]. Архивная копия от 28 сентября 2022 на Wayback Machine
56. ↑  転生したら剣でした (12) :  [яп.]. Архивная копия от 15 сентября 2022 на Wayback Machine
57. ↑  転生したら剣でした (12) ミニ画集つき特装版 :  [яп.]. Архивная копия от 15 сентября 2022 на Wayback Machine
58. ↑  転生したら剣でした Another Wish 1 (яп.). Comic Ride. Дата обращения: 16 августа 2021. Архивировано 13 декабря 2022 года.
59. ↑  Reincarnated as a Sword: Another Wish (Manga) Vol. 1. Seven Seas Entertainment. Дата обращения: 16 августа 2021. Архивировано 28 марта 2023 года.
60. ↑  転生したら剣でした Another Wish 2 (яп.). Comic Ride. Дата обращения: 16 августа 2021. Архивировано 22 марта 2023 года.
61. ↑  Reincarnated as a Sword: Another Wish (Manga) Vol. 2. Seven Seas Entertainment. Дата обращения: 15 декабря 2021. Архивировано 28 марта 2023 года.
62. ↑  転生したら剣でした Another Wish 3 (яп.). Comic Ride. Дата обращения: 15 декабря 2021. Архивировано 4 февраля 2023 года.
63. ↑  Reincarnated as a Sword: Another Wish (Manga) Vol. 3. Seven Seas Entertainment. Дата обращения: 20 апреля 2022. Архивировано 28 марта 2023 года.
64. ↑  転生したら剣でした Another Wish 4 (яп.). Comic Ride. Дата обращения: 13 июля 2022. Архивировано 4 февраля 2023 года.
65. ↑  Reincarnated as a Sword: Another Wish (Manga) Vol. 4. Seven Seas Entertainment. Дата обращения: 2 октября 2022. Архивировано 28 марта 2023 года.
66. ↑  転生したら剣でした Another Wish 5 (яп.). Comic Ride. Дата обращения: 16 сентября 2022. Архивировано 4 февраля 2023 года.
67. ↑  Mateo, Alex. Reincarnated as a Sword TV Anime Confirmed. Anime News Network (23 сентября 2021). Дата обращения: 24 сентября 2021. Архивировано 22 декабря 2022 года.
68. ↑  Pineda, Rafael Antonio. Reincarnated as a Sword Anime's Video Reveals Staff, October Premiere. Anime News Network (27 марта 2022). Дата обращения: 27 марта 2022.
69. ↑  Pineda, Rafael. Sentai Filmworks Licenses Peter Grill Season 2, Chiikawa, Ragna Crimson, More. Anime News Network (2 июля 2022). Дата обращения: 3 июля 2022. Архивировано 5 января 2023 года.
70. ↑  Co-Production "Giant Beasts of Ars" and "The Tunnel to Summer, the Exit of Goodbyes" Movie Top List of Hidive Announcements at Anime Weekend Atlanta. Дата обращения: 22 декабря 2022. Архивировано 18 декабря 2022 года.
71. ↑  Mateo, Alex. Reincarnated as a Sword Anime Gets 2nd Season. Anime News Network (21 декабря 2022). Дата обращения: 21 декабря 2022. Архивировано 22 декабря 2022 года.
72. 1 2 3 4  Story｜TV Anime "Reincarnated as a Sword" Official Website (яп.). tenken-anime.com. Дата обращения: 5 октября 2022. Архивировано 9 декабря 2022 года.
73. ↑  Stream Reincarnated as a Sword on HIDIVE. HIDIVE. Дата обращения: 5 октября 2022. Архивировано 4 декабря 2022 года.
74. ↑  On Air｜TV Anime "Reincarnated as a Sword" Official Website (яп.). tenken-anime.com. Дата обращения: 5 октября 2022. Архивировано 6 октября 2022 года.
75. ↑  Martin, Theron. Reincarnated as a Sword eBook 1 (англ.). Anime News Network (8 июня 2019). Дата обращения: 14 августа 2022. Архивировано 14 августа 2022 года.